# The Inquirer
The Inquirer (с англ. — «спрашивающий, проводящий опросы») — британский сайт, специализированный на новостях компьютерной и микроэлектронной индустрии. Основан в 2001 году Майком Маги после его ухода из The Register. В 2006 году сайт был куплен крупным издателем Verenigde Nederlandse Uitgeverijen (VNU). Маги покинул команду в 2008 для работы в IT Examiner.
Изначально сайт публиковал статьи, присылаемые журналистами со всего мира через интернет, однако с середины 2000-х у Inquirer появилась редакция в офисах Incisive Media в Лондоне.
Сайт отличается субъективными оценками, использованием в статьях сленга и прозвищ. Многие авторы пользуются псевдонимами.
По состоянию на 2006 год сайт посещался 2.5 млн человек ежемесячно и имел 14 млн. просмотров в месяц.

## Известные истории
В 2006 The Inquirer сообщил о проблемах с аккумуляторными батареями ноутбуков компаний Dell, Sony и Apple, затем также у Toshiba и Lenovo. В июне 2006 были опубликованы фотографии возгорания ноутбука Dell на японской конференции, которые были перепечатаны The New York Times The Inquirer стал первым сайтом, сообщившем о последующем отзыве компанией Dell десятков тысяч аккумуляторов, представляющих потенциальную опасность.
В октябре 2014 года The Inquirer сообщил о сборе пользовательской информации, осуществляемом предварительной технологической версией ОС Microsoft Windows 10. Среди собираемых данных оказались также все символы, вводимые через клавиатуру, а также пользовательские файлы. Ed Bott, автор ZDNet усомнился в знаниях автора этой заметки.
Эд Ботт, пишущий для ZDNet, обвинил сайт в том, что он является "технологическим таблоидом, известным своими громкими заголовками и фактологически сомнительной прозой", а о писателе Крисе Мерримане сказал: "Мало доказательств того, что автор имеет достаточно знаний в области компьютерных наук или безопасности, чтобы отличить кейлоггер от пирога с лаймом".